# 嘉佛士
嘉佛士（英語：Crafers）是南澳州阿德萊德山的一個城鎮。嘉佛士距離阿德萊德約19.2公里，故一般而言不被視為阿德萊德都會區範圍，但實際上有不少居民每日通勤至阿德萊德上班；而當地人通常視嘉佛士為士他令的一部份。嘉佛士聯邦下議院為梅約選區，而州政府選舉則為卑吉選區，地方政府為阿德萊德山區議會。

## 歷史
嘉佛士命名來自英國移民大衞·嘉佛（David Crafer）。嘉佛在1838年到達阿德萊德並搬至樂富泰山下，翌年他與妻子開設一家名為Sawyers Arms的旅館。其後於1940年在一片16英畝（6公頃）土地上，開設一家名為Norfolk Arms的酒店，設有可容納150人的宴會廳。1842年，嘉佛搬到阿德萊德居住，並將酒店賣出。舊有Norfolk Arms在改名為The Crafers Inn。1880年，The Crafers Inn搬至現址至今；但原址於1926年被燒毀。19世紀，有一幫臭名昭彰的惡霸「Tiers」住在樂富泰山後陡峭的溝壑一帶，專門偷走平民的馬和牛、故意破壞建築物和木材；而Crafers Inn亦深受其害。第二任南澳州總督佐治·高勒曾批評「Tiers」是「非常低級的人」、從其他殖民地逃脫的定罪者，他們故意催毀木材轉而圖利。
嘉佛士當地有一間歷史悠久的嘉佛士小學，於1865年創校，首任校長為Edward Smith。最初位於厄堅信道，其後在1928年遷至位於必嘉迪利道的現址，1970年代末，時任校長Allan Stanley-Smith決定全面翻新學校，包括於1976年啓用的貝璐芙堂（Ruth Beare Hall）；命名自於1937至1944、1947至1975年於學校任教的貝璐芙老師。
1983年2月16日，嘉佛士受聖灰日火災波及，大火由潔蘭郊野公園開始，鄰近許多與樹木相鄰的房屋被燒毀。樂富泰山頂設有紀念館，紀念當日在大火中的喪生者。

## 景點
嘉佛士有一座主顯堂（Church of the Epiphany），於1878年落成；教堂座落於前阿德萊德市長施葛治捐出的土地上。是當地許多新婚夫婦選擇的婚體舉辦地方。
樂富泰山植物園位於嘉佛士樂富泰山下，於1977年啓用。園內不少歐洲和澳洲本土植物，春天是熱門的賞花季節。

## 交通

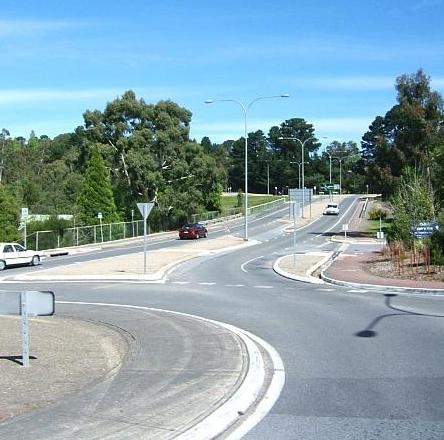
嘉佛士交匯處

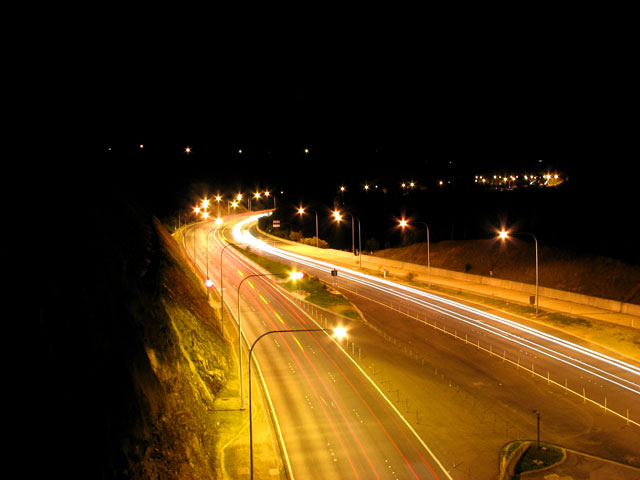
東南公路阿德萊德至嘉佛士段於2000年通車。

### 道路
嘉佛士對外主要道路有東南公路及白加山道，連接阿德萊德、美利橋、墨爾本等地。
在1960年代興建東南公路之前，來往阿德萊德、南澳州東南部及維多利亞州的車輛，必須取道20世紀初落成的單線雙程道路——白加山道。隨着阿德萊德人口增長，繼而衍生交通擠塞和安全問題，東南公路於1965年開始動工，並於1967年逐步通車。當時東南公路終點設於嘉佛士交匯處，進入阿德萊德的車輛離開東南公路後，需取道曲折陡峭的白加山道。白加山道更有一個著名的髮夾彎更被稱為「摩鬼手臂」（英語：The Devils Elbow），不時發生交通意外；使興建阿德萊德至嘉佛士公路的呼聲日漸增加。
1965年5月16日，時任澳洲總理保羅·基廷宣佈興建阿德萊德至嘉佛士的一段新公路；不過因應工程一直延誤，一段穿過鷹山的希慎隧道拖至1998年才竣工，全段公路最終於2000年才全面通車。
東南公路阿德萊德至嘉佛士段通車後，嘉佛士來往阿德萊德更加直接及省時。不過新公路在通車後不久，中型拖車接連發生交通意外，並引起傳媒關注。雖然舊有白加山道的危險程度為人詬病，但新公路的「長命斜」以及設於山腳的紅綠燈亦為駕駛者帶來挑戰。部份重型車輛的制動系統較弱，導致車輛在超過一定速度時難以減速；比起制動系統失靈所引致的後果更為嚴重。當局於其後增設落斜警告牌，提醒重型車輛駕駛者減速。不時有中型拖車被發現以時速二十至三十公里慢速落斜。

### 公共交通

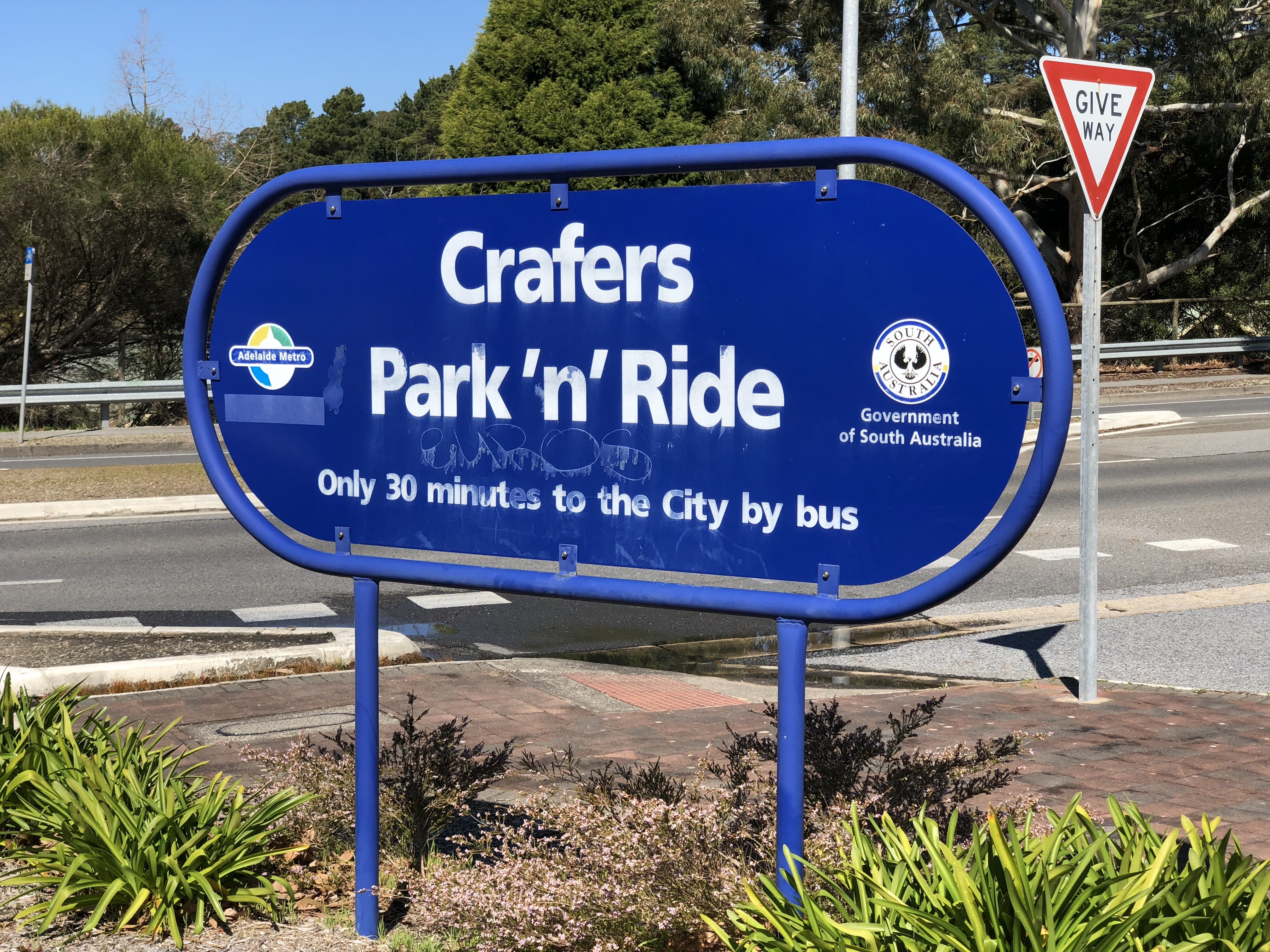
嘉佛士轉乘巴士泊車處門牌

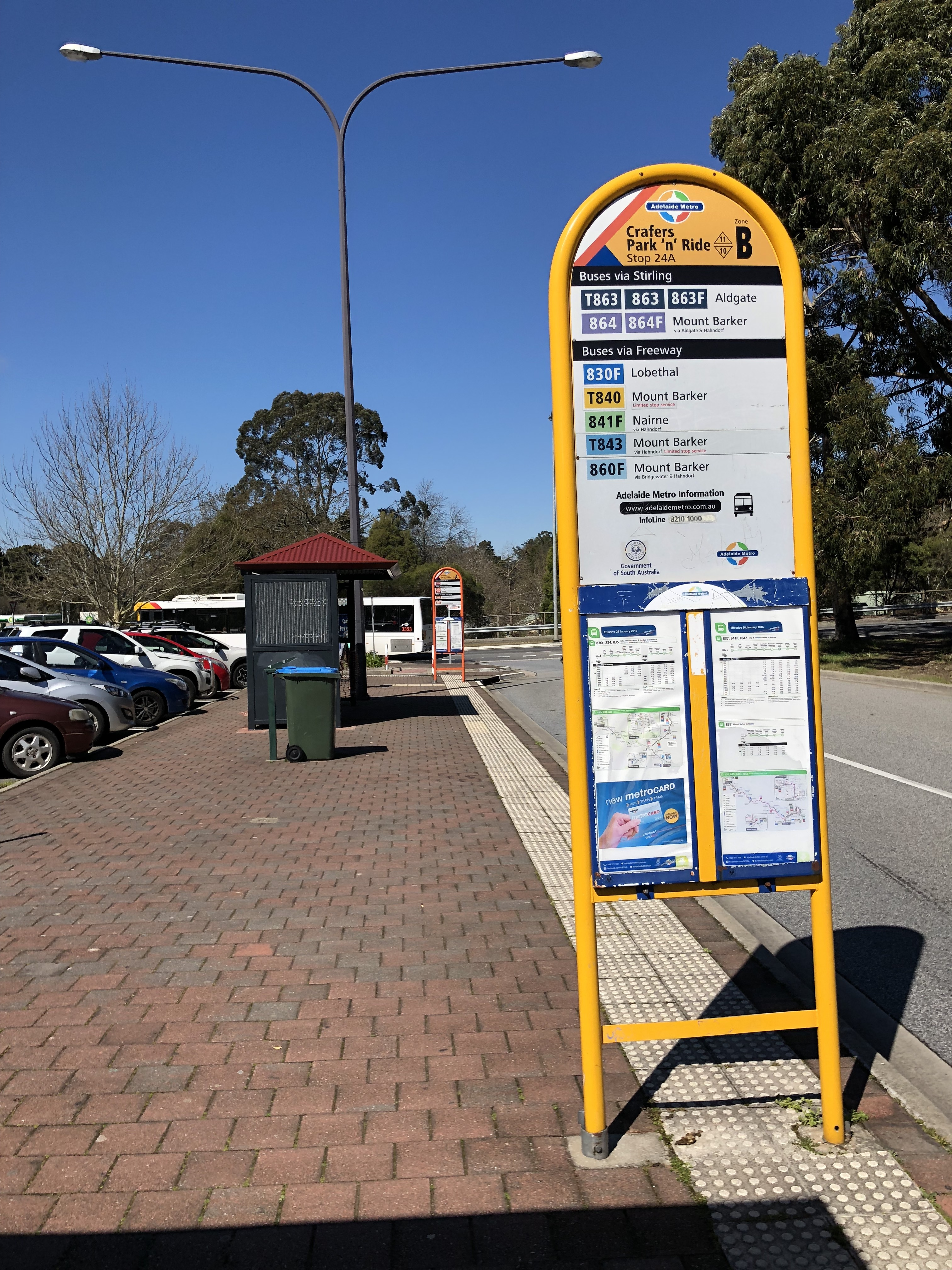
嘉佛士轉乘巴士泊車處巴士站

嘉佛士轉乘巴士泊車處（Crafers Park 'n' Ride）位於東南公路嘉佛士交滙處附近，不少東南郊區居民會將車輛停泊於泊車處，再轉乘巴士前往阿德萊德。嘉佛士巴士服務由阿德萊德都會交通提供。
| 路線                                                | 前往                   |
| --------------------------------------------------- | ---------------------- |
| 830F T840 841F T842 860F 863 863F T863 864 864F 865 | 阿德萊德               |
| 830F                                                | 盧坡埠                 |
| T840 T842 860F 864 864F                             | 白加山                 |
| 841F T842                                           | 拿仁                   |
| 863 863F T863 865                                   | 士他令／柯己志         |
| 865S 866 893 894                                    | 嘉佛士區內             |
| 823                                                 | 樂富泰山／潔蘭野生公園 |
| 865S 866                                            | 士他令                 |
| 893 894                                             | 百立活站／上司徒德     |

## 外部連結
- 阿德萊德山區議會：地方歷史